# Bernard Hill
Bernard Hill   (Blackley, 17 de desembre de 1944 - Reydon, 5 de maig de 2024) fou un actor anglès.

## Biografia
El prestigi li arriba amb el paper de Yosser Hughes, un home de classe obrera en crisi, en l'obra per la BBC d'Alan Bleasdale Today The Black Stuff(1979) i la seva seqüela en forma de sèrie molt més famosa Boys from the Blackstuff (1982). El seu personatge i les frases d'aquest es feren molt populars entre els crítics del govern de Margaret Thatcher, a causa de l'elevat atur. Abans d'això, Hill havia treballat amb petits papers en un nombre de drames britànics de televisió apareixent com el soldat sensat romà Gratus a Jo, Claudi (1976). També actuà en l'adaptació d'Enric VI de la BBC sobre Shakespeare (1983).
A més de papers de televisió, treballa en diferents projectes per la pantalla gran, com el seu paper de jutge d'instrucció Madgett a la pel·lícula de Peter Greenaway ''Drowning by Numbers'' (1988).
Comença a ésser mundialment conegut per la seva participació en l'oscaritzat èxit de James Cameron Titanic (1997) on interpreta el desafortunat capità del Titanic Edward John Smith. A més va aparèixer com Egeus en la versió cinematogràfica de El somni d'una nit d'estiu (1999).
Més tard interpreta el Rei Théoden de Rohan al segon i tercer film de Peter Jackson basats en l'obra de Tolkien: El Senyor dels Anells (anys 2002 i 2003). Hill apareix en dues pel·lícules guardonades amb onze premis Òscar cadascuna (Titanic i El retorn del rei).
El 2005 actua a la pel·lícula espanyola El cor de la terra. Hi interpreta el despietat gerent d'una mina a la Província de Huelva, Mr. Crown.

## Filmografia
Les seves pel·lícules més destacades són

### Anys 1970
- 1973: Hard Labour (TV): Edward
- 1975: It Could Happen to You: Syph
- 1976: Trial by Combat: Freddie
- 1976: I, Claudius (fulletó TV): Gratus
- 1977: Professional Foul (TV): Broadbent
- 1977: Pit Strike (TV): Tom
- 1978: The Sailor's Return: Carter
- 1978: The Spongers (TV): Sullivan
- 1978: She Fell Among Thieves (TV): Chandos's Manservant
- 1978: Pickersgill People (sèrie TV)
- 1979: Telford's Change (sèrie TV): Jack Burton

### Anys 1980
- 1980: The Black Stuff (TV): Yosser Hughes
- 1980: Fox (sèrie TV): Vin Fox
- 1982: Boys from the Blackstuff (fulletó TV): Yosser Hughes
- 1982: Gandhi: Soldat / guarda del tren
- 1983: Henry VI, Part One (TV): Duke of York / Màster Gunner Of Orleans
- 1983: Henry VI, Part Two (TV): Duke of York
- 1983: Henry VI, Part Three (TV): Duke of York
- 1983: The Tragedy of Richard the Third (TV): First Murderer
- 1983: Runners: The Hotel - Trevor Field
- 1984: Squaring the Circle (TV): Lech Wałęsa
- 1984: The Theban Plays by Sophocles (sèrie TV): Missatger
- 1984: The Bounty: William Cole
- 1984: The Chain: Nick
- 1985: The Burston Rebellion (TV): Tom Higdon
- 1985: Samson and Delilah: Willie Naknervis
- 1985: Restless Natives: pare de Will
- 1985: No Surrender: Bernard
- 1986: Milwr Bychan: Officer
- 1987: Bellman and True: Hiller
- 1988: Drowning by Numbers: Madgett
- 1988: The Fremantle Conspiracy (TV): Breslin
- 1989: Shirley Valentine: Joe Bradshaw

### Anys 1990
- 1990: Mountains of the Moon: Dr. David Livingstone
- 1991: The Law Lord: Martin Allport
- 1992: Doble X: The Name of the Game: Ignatious 'Iggy' Smith
- 1992: Shakespeare: The Animated Tales (fulletó TV): Nick Bottom (veu)
- 1993: Shepherd on the Rock: Tam Ferrier
- 1993: A Question of Identity (TV)
- 1993: Dirtysomething (TV): Larry
- 1993: Del vermell a llavis sobre el teu coll (fulletó TV): oncle Fred
- 1993: Telltale (TV): Detectiu Sergent Gavin Douglas
- 1994: Skallagrigg: John
- 1994: Once Upon a Time in the North (sèrie TV): Len Tollit
- 1995: Gambling Man (TV): Frank Nickle
- 1995: Madagascar Skin: Flint
- 1996: The Ghost and the Darkness: Dr. David Hawthorne
- 1996: El vent als salzes: Un conductor
- 1997: The Mill on the Floss: Edward Tulliver
- 1997: Titanic: comandant Edward John Smith
- 1999: The Titanic Chronicles: Capità S. Lord
- 1999: Execució imminent de Clint Eastwood: Warden Luther Plunkitt
- 1999: Great Expectations (TV): Abel Magwitch
- 1999: A Midsummer Night's Dream: Egeus
- 1999: The Loss of Sexual Innocence: pare de Susan
- 1999: The Criminal: Detectiu Inspector Walker

### Anys 2000
- 2000: Blessed Art Thou: Frederick
- 2000: Eisenstein: Stalin (veu)
- 2000: Going Off Big Time: Murray
- 2001: Horizon, What Sank the Kursk (TV): Narrador
- 2002: The Scorpion King: Philos
- 2002: El Senyor dels Anells: Les dues torres: Théoden
- 2003: The Boys from County Clare: John Joe
- 2003: Gothika: Phil Parsons
- 2003: El Senyor dels Anells: El retorn del rei: Théoden
- 2004: The Grid (fulletó TV): MI5 Agent Derek Jennings
- 2004: Wimbledon: Edward Colt
- 2004: The Deal: Victor
- 2004: Raphael: A Mortal God (TV): Narrador (veu)
- 2005: The League of Gentlemen's Apocalypse: King William
- 2005: A Very Social Secretary (TV): David Blunkett
- 2008: Dark World: Peter Esser
- 2008: Valquíria: el general de l'Afrikakorps
- 2010: The Kid: Oncle David
- 2012: L'Estrany poder de Norman: El Jutge
- 2015: Wolf Hall: Thomas Howard